# Хохлачев (хутор)
Хохлачев — хутор в Серафимовичском районе Волгоградской области. 
Входит в состав Пронинского сельского поселения.

## География

### Улицы
- ул. Весенняя
- ул. Заречная
- ул. Нагорная
- ул. Центральная

## Население
| 2010 |
| ---- |
| 101  |